# Aceraius lamellatus
Aceraius lamellatus es una especie de coleóptero de la familia Passalidae.

## Distribución geográfica
Habita en las islas de Sumatra y Borneo.